# منتخب نيوزيلندا لكرة قدم الصالات
منتخب نيوزيلندا لكرة قدم الصالات (بالإنجليزية: New Zealand national futsal team)‏ هو ممثل نيوزيلندا الرسمي في المنافسات الدولية في كرة الصالات
.